# مینین
مینین (به چکی: Měnín) یک منطقهٔ مسکونی در جمهوری چک است که در ناحیه برنو-تسوونتری واقع شده‌است. مینین ۲۱٫۱۶ کیلومتر مربع مساحت و ۱٬۷۳۵ نفر جمعیت دارد و ۱۸۸ متر بالاتر از سطح دریا واقع شده‌است.